# Death (альбом)
Death — второй студийный альбом испанской блэк-дэт-метал-группы Teitanblood, выпущенный 13 мая 2014 года на лейблах The Ajna Offensive и Norma Evangelium Diaboli.

## Продвижение
18 марта 2014 года группа выпустила сингл «Anteinfierno».

## Отзывы критиков
Альбом получил положительные отзывы от музыкальных критиков. Ким Келли из Pitchfork пишет: «Teitanblood мрачно вносят порядок в хаос, и с Death они в очередной раз превзошли самих себя». Рецензент Rock Hard Феликс Патциг написал: «Teitanblood не пишут музыку, они празднуют акустические оргии разрушения, и Death — это самая мрачная, самая абстрактная и в то же время самая осязаемая часть этих оргий, которую испанцы смогли запечатлеть».
Альбом занял 19 место в списке «25 лучших альбомов 2014 года» по версии журнала Pitchfork и 26 место в списке «40 лучших альбомов 2014 года» по версии журнала Decibel.

## Список композиций
| №                   | Название                             | Длительность |
| ------------------- | ------------------------------------ | ------------ |
| 1.                  | «Anteinfierno»                       | 4:57         |
| 2.                  | «Sleeping Throats of the Antichrist» | 12:27        |
| 3.                  | «Plagues of Forgiveness»             | 9:43         |
| 4.                  | «Cadaver Synod»                      | 11:20        |
| 5.                  | «Unearthed Veins»                    | 3:46         |
| 6.                  | «Burning in Damnation Fires»         | 9:44         |
| 7.                  | «Silence of the Great Martyrs»       | 16:36        |
| Общая длительность: | Общая длительность:                  | 68:33        |

## Участники записи

### Teitanblood
- J — ударные
- NSK — вокал, гитара, бас

### Приглашённые музыканты
- Крис Райферт[англ.] — вокал (6)
- CG Santos — эффекты, программирование